# Jacob Shower
Jacob Shower (* 22. Februar 1803 in Manchester, Baltimore County, Maryland; † 25. Mai 1879 ebenda) war ein US-amerikanischer Politiker. Zwischen 1853 und 1855 vertrat er den Bundesstaat Maryland im US-Repräsentantenhaus.

## Werdegang
Jacob Shower besuchte eine private Schule in Emmitsburg. Während des Britisch-Amerikanischen Krieges war er Trommler. Nach einem Medizinstudium an der University of Maryland und seiner 1825 erfolgten Zulassung als Arzt begann er im Carroll County in diesem Beruf zu arbeiten. Politisch war er schon früh ein Anhänger des späteren Präsidenten Andrew Jackson. Im Jahr 1824 war er Mitglied von dessen erster Unterstützungsgruppe in Maryland. Später schloss er sich der von Jackson gegründeten Demokratischen Partei an. Zwischen 1834 und 1840 saß er im Abgeordnetenhaus von Maryland. Von 1842 bis 1850 war Shower auch bei der Gerichtsverwaltung im Carroll County angestellt. Im Jahr 1851 nahm er als Delegierter an einer Versammlung zur Überarbeitung der Staatsverfassung teil.
Bei den Kongresswahlen des Jahres 1852 wurde Shower im zweiten Wahlbezirk von Maryland in das US-Repräsentantenhaus in Washington, D.C. gewählt, wo er am 4. März 1853 die Nachfolge von William Thomas Hamilton antrat. Bis zum 3. März 1855 konnte er eine Legislaturperiode im Kongress absolvieren. Diese waren von den Ereignissen im Vorfeld des Bürgerkrieges geprägt. Dabei ging es damals vor allem um die Frage der Sklaverei.
Nach dem Ende seiner Zeit im US-Repräsentantenhaus praktizierte Jacob Shower wieder als Arzt. Er starb am 25. Mai 1879 in seiner Heimatstadt Manchester.